# 経済産業大臣指定伝統的工芸品
経済産業大臣指定伝統的工芸品（けいざいさんぎょうだいじんしていでんとうてきこうげいひん）は、伝統的工芸品産業の振興に関する法律（昭和49年法律第57号）に基づいて経済産業大臣が次の５要件をすべて満たす工芸品を指定する制度である。
1. 主として日常用に供されるものであること
2. 製造過程の主要部分が手工業的であること
3. 伝統的な技術または技法により製造されること
4. 伝統的に使用されてきた原材料を主素材とすること
5. 一定の地域において継続的に生産が行われていること[注釈 1]

## 概要
行政用語では伝統的工芸品と呼ばれ、次の要件によって指定される。
1. 主として日常生活の用に供されているもの。
2. 製造過程の主要部分が手工業的であるもの。
3. 伝統的技術または技法によって製造されるもの。
4. 伝統的に使用されてきた原材料を使用していること。
5. 一定の地域で産地形成されていること。

経済産業大臣が指定する伝統的工芸品の品目数は、2024年（令和6年）10月時点で243点を数え、分野ごと（業種別）の内訳は以下のとおりである。
- 織物（38）
- 染色品（14）
- その他繊維製品（5）
- 陶磁器（32）

- 漆器（23）
- 木工品・竹工品（33）
- 金工品（16）
- 仏壇・仏具（17）

- 和紙（9）
- 文具（10）
- 石工品（4）
- 貴石細工（2）

- 人形・こけし（10）
- その他の工芸品（25）
- 工芸材料・工芸用具（3）

伝統的工芸品産業振興協会編著の『伝統的工芸品ハンドブック』では、法律において「伝統的」と認められる年数について「100年以上の歴史を有し、現在も継続しているもの」との基準が示されている。
2000年（平成12年）の時点では千葉県と熊本県にも指定品目が存在しなかったが、2003年（平成15年）に千葉県の1品目・熊本県の3品目が指定された。
北海道においては先住民族であるアイヌが固有の文字を持たず口承のみが世代間の知識の伝達手段であったため、古来よりその工芸品が生産されてきたことを示す文献が残されておらず長らく伝統的工芸品の指定を受けている品目が存在していなかったが、2013年（平成25年）2月にいずれも日高振興局管内沙流郡平取町二風谷の工芸品2点が指定を受け、全ての都道府県において1品目以上の指定が出揃うことになった。
指定品目が多い都道府県は東京都が最多の21点で、次いで京都府が17点となっている。

### 生産額
伝統的工芸品の生産額は1974年（昭和49年）以降、日本の経済成長の波に乗って年々増加を続け、1980年代には年間5000億円前後の水準を維持していた。とくに1984年（昭和59年）には生産額が5237億円とピークを迎えた。しかしながら、国民の生活様式の変化やバブル崩壊後の長引く景気の低迷、海外からの安価な生活品の輸入などの理由から2003年（平成15年）には2003億円と半減した。2003年度における各産地の関連工芸品総生産額は約6037億円であり、指定伝統的工芸品は工芸品総生産額の約3分の1を占めていることになる。2006年（平成18年）にはさらに1773億円まで落ち込んでいる。
生産額の推移グラフ（経済産業省製造産業局　伝統工芸品産業室の資料を基に作成）
- 「S」は昭和年度、「H」は平成年度を表す。
- 下の数字は生産額（単位10億円）を表す。

|        |     |     |     |     |     |     |     |     |     |     |     |     |     |     |     |     |  |
| 年代   | S49 | S54 | S59 | S61 | S63 | H2  | H4  | H5  | H8  | H10 | H12 | H14 | H15 | H16 | H17 | H18 |  |
| 生産額 | 305 | 383 | 383 | 454 | 509 | 539 | 461 | 354 | 321 | 298 | 314 | 225 | 235 | 219 | 214 | 202 |  |

### 企業数及び従事者数
企業数は1979年（昭和54年）の34,043社から2006年（平成18年）には16,704社と半減し、従事者数は1979年の28万7956人から2006年には9万3365人と3分の1にまで減少している。
また30歳未満の従業者の比率も1974年（昭和49年）の28.6パーセントから2006年には6.1パーセントまで落ち込み、伝統的工芸品産業は高齢化が進んでいる。
企業数及び従事者の推移グラフ（経済産業省製造産業局 伝統工芸品産業室 の資料を基に作成）
- 「S」は昭和年度、「H」は平成年度を表す。
- 下の数字は、企業数（単位100人、青棒）および従事者数（単位1000人、緑棒）を表す。

|          |     |  |     |  |     |  |     |  |     |  |     |  |     |  |     |  |     |  |     |  |     |  |     |  |     |  |     |  |     |  |     |  |
| 年代     | S49 |  | S54 |  | S59 |  | S61 |  | S63 |  | H2  |  | H4  |  | H5  |  | H8  |  | H10 |  | H12 |  | H14 |  | H15 |  | H16 |  | H17 |  | H18 |  |
| 企業数   | 305 |  | 383 |  | 383 |  | 454 |  | 509 |  | 539 |  | 461 |  | 354 |  | 321 |  | 298 |  | 314 |  | 225 |  | 235 |  | 219 |  | 214 |  | 202 |  |
| 従事者数 | 280 |  | 287 |  | 236 |  | 249 |  | 229 |  | 205 |  | 186 |  | 152 |  | 137 |  | 114 |  | 96  |  | 106 |  | 103 |  | 100 |  | 98  |  | 93  |  |

### 持続可能性と地域活性化
伝統的工芸品産業は、後継者不足や生活様式の変化といった課題に直面している。これに対し、国は「伝統的工芸品産業支援補助金」などの制度を通じて、若手後継者の育成、新商品開発、国内外への販路開拓、他分野との連携といった取り組みを支援し、産業の持続可能性の向上と地域活性化を促進している。

## 経済産業大臣指定伝統的工芸品一覧
本節の出典
本項での決め事
- 個々の記述内容は、左から順に、品目名、丸括弧内に、属する分野、指定年、主要製造地域、丸括弧を閉じる。次いで、必要に応じて記号（後述）を添え、最後に備考があればこれを記す。

なお、厳密には、2000年（平成12年）7月31日指定の甲州手彫印章までは通商産業大臣によって指定されたもので、2001年（平成13年）7月3日指定の八女提灯以降は経済産業大臣によって指定されたものである。
- 複数の都道府県にまたがって指定されている品目は★印と☆印で表すこととする。★印は筆頭と見なせる生産地（中心的生産地、もしくは、伝統的中心地、あるいは、指定者が筆頭に挙げている生産地）を表す場合にのみ用いるが、☆印は、筆頭と見なせる生産地以外の生産地を表すのに用いるほか、中心的生産地を一つに絞れない場合にも用いる。なお、出典によると、一部の品目の主要製造地域に隣接する他都道府県の自治体があるが、当該都道府県では指定されていない。

### 北海道地方

#### 北海道
- 二風谷イタ（木工品・竹工品、2013年、平取町）
- 二風谷アットゥシ（織物、2013年、平取町）

### 東北地方

#### 青森県
- 津軽塗（漆器、1975年、青森市、弘前市、黒石市、平川市、深浦町、藤崎町、板柳町）

#### 岩手県

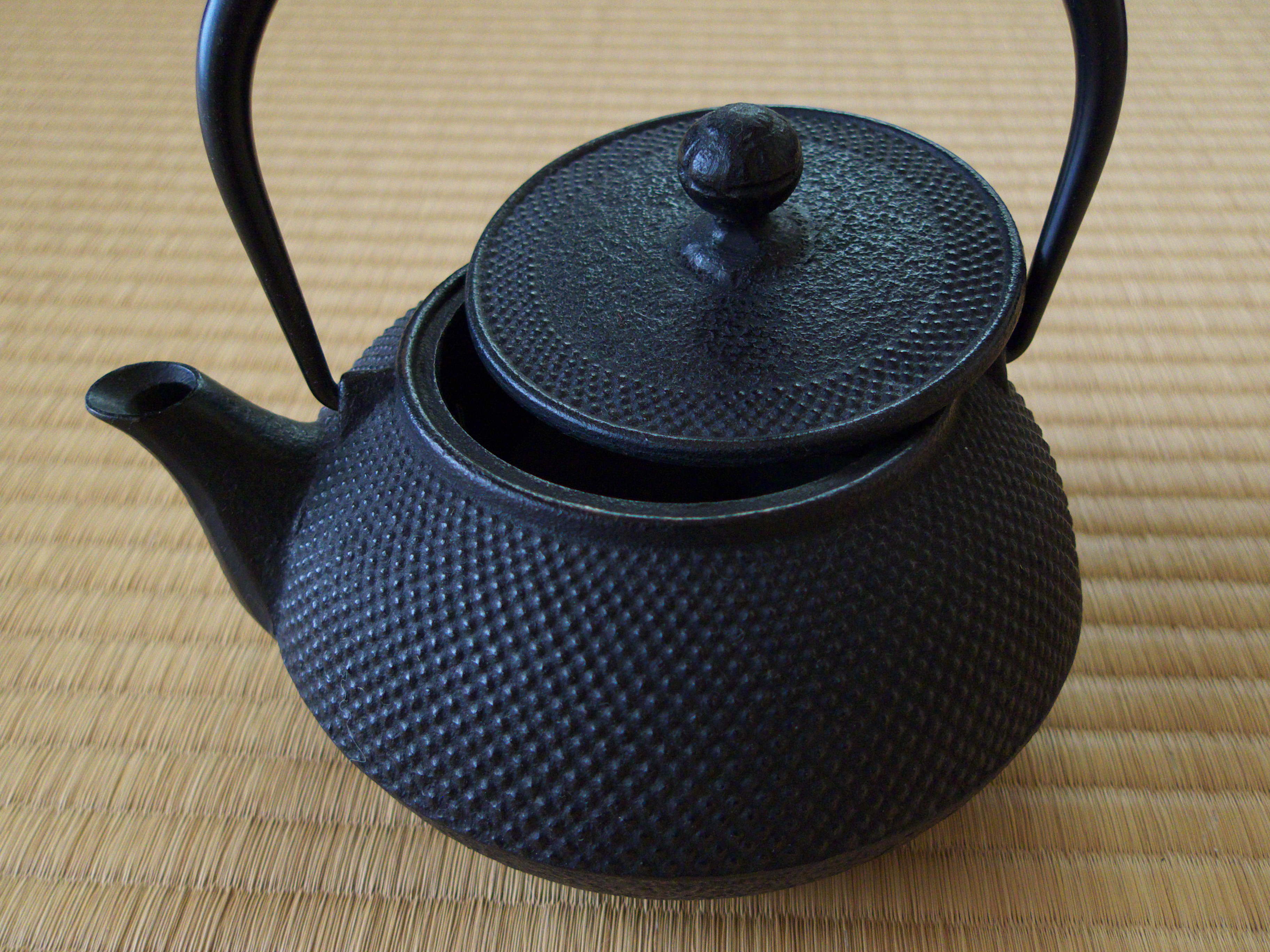
南部鉄器鉄瓶

- 南部鉄器（金工品、1975年、盛岡市、奥州市）
- 岩谷堂箪笥（木工品・竹工品、1982年、奥州市、盛岡市）
- 秀衡塗（漆器、1985年、盛岡市、花巻市、一関市、奥州市、平泉町、滝沢市）
- 浄法寺塗（漆器、1985年、盛岡市、二戸市、八幡平市、滝沢市）

#### 宮城県
- 宮城伝統こけし（人形・こけし、1981年、仙台市、白石市、大崎市、蔵王町、七ヶ宿町、川崎町、松島町）：cf. 「こけし#伝統こけしの系統」
- 雄勝硯（文具、1985年、仙台市、石巻市）：cf. 「硯#和硯」「雄勝石」
- 鳴子漆器（漆器、1991年、大崎市）
- 仙台箪笥（木工品・竹工品、2015年、仙台市、塩竈市、東松島市、富谷市、大衡村、柴田町、涌谷町、利府町、亘理町）

#### 秋田県
- 川連漆器（漆器、1976年、湯沢市）
- 樺細工（木工品・竹工品、1976年、仙北市）
- 大館曲げわっぱ（木工品・竹工品、1980年、大館市）
- 秋田杉桶樽（木工品・竹工品、1984年、大館市、能代市、秋田市、横手市ほか）

#### 山形県
- 山形鋳物（金工品、1975年、山形市）
- 置賜紬（織物、1976年、米沢市、長井市、白鷹町）
- 羽越しな布（織物、2005年、鶴岡市、新潟県村上市）★
- 山形仏壇（仏壇・仏具、1980年、山形市、天童市、尾花沢市、酒田市）
- 天童将棋駒（その他の工芸品、1996年、天童市、山形市、村山市）：cf. 「駒（将棋）」「天童市」

#### 福島県
- 会津塗（漆器、1975年、会津若松市、喜多方市、南会津町、西会津町、北塩原村、会津美里町）
- 大堀相馬焼（陶磁器、1978年、浪江町）

- 会津本郷焼（陶磁器、1993年、会津美里町）
- 奥会津編み組細工（木工品・竹工品、2003年、三島町）
- 奥会津昭和からむし織（織物、2017年、昭和村）

### 関東地方

#### 茨城県
- 結城紬（織物、1977年、結城市、下妻市、筑西市、八千代町、栃木県小山市、下野市、上三川町、真岡市）★
- 笠間焼（陶磁器、1992年、笠間市、水戸市、石岡市、常陸太田市、ひたちなか市、筑西市ほか）
- 真壁石燈籠（石工品、1995年、桜川市）

#### 栃木県
- 結城紬（織物、1977年、小山市、下野市、上三川町、真岡市、茨城県結城市、下妻市、筑西市、八千代町）☆
- 益子焼（陶磁器、1979年、真岡市、益子町、市貝町、茂木町）

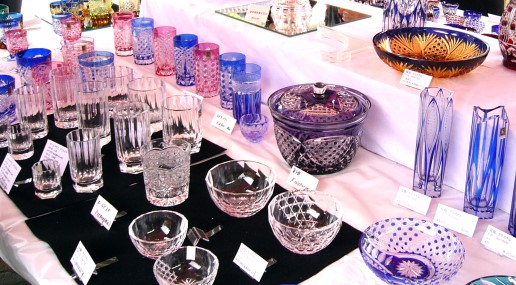
江戸切子

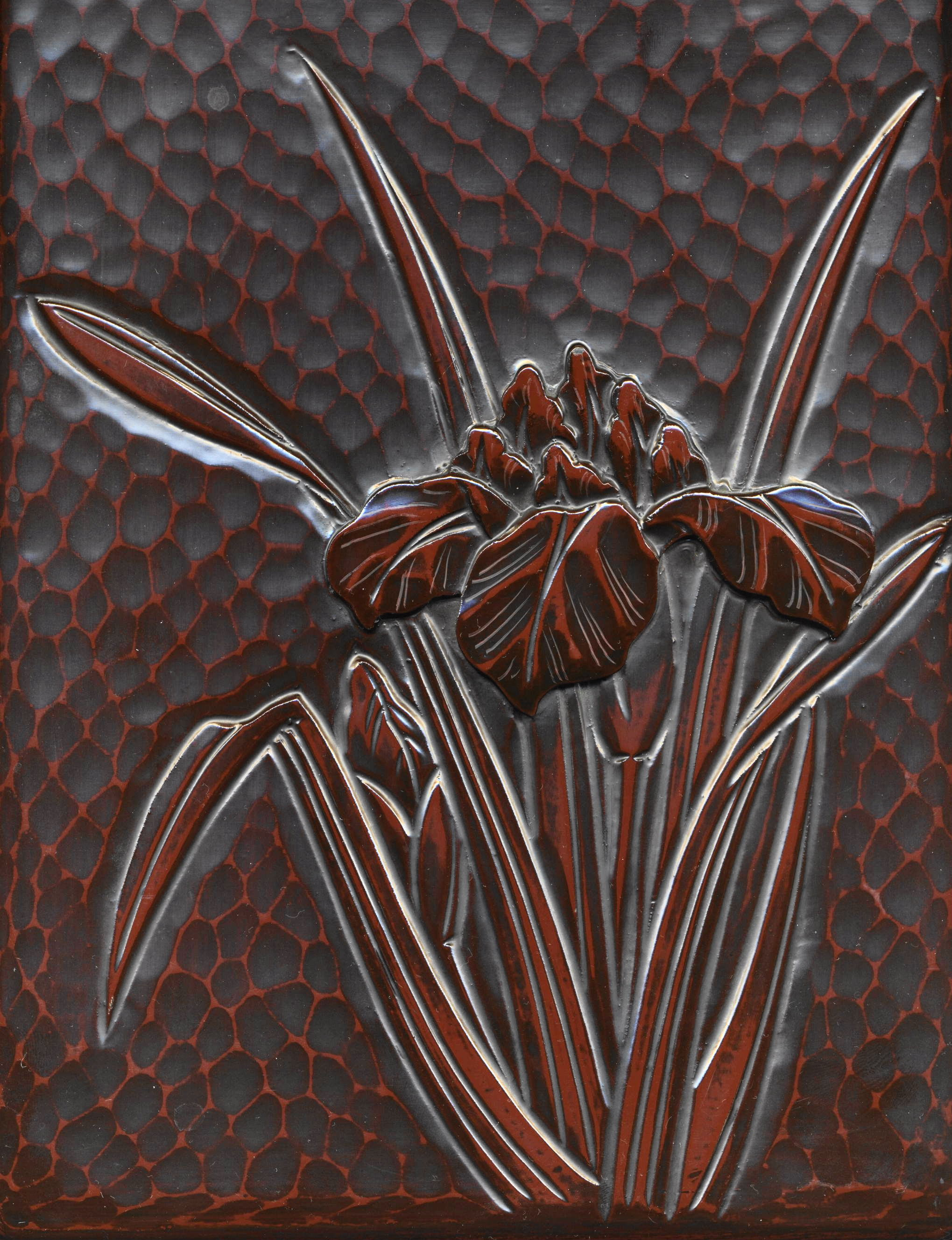
鎌倉彫／文箱に描かれた菖蒲。

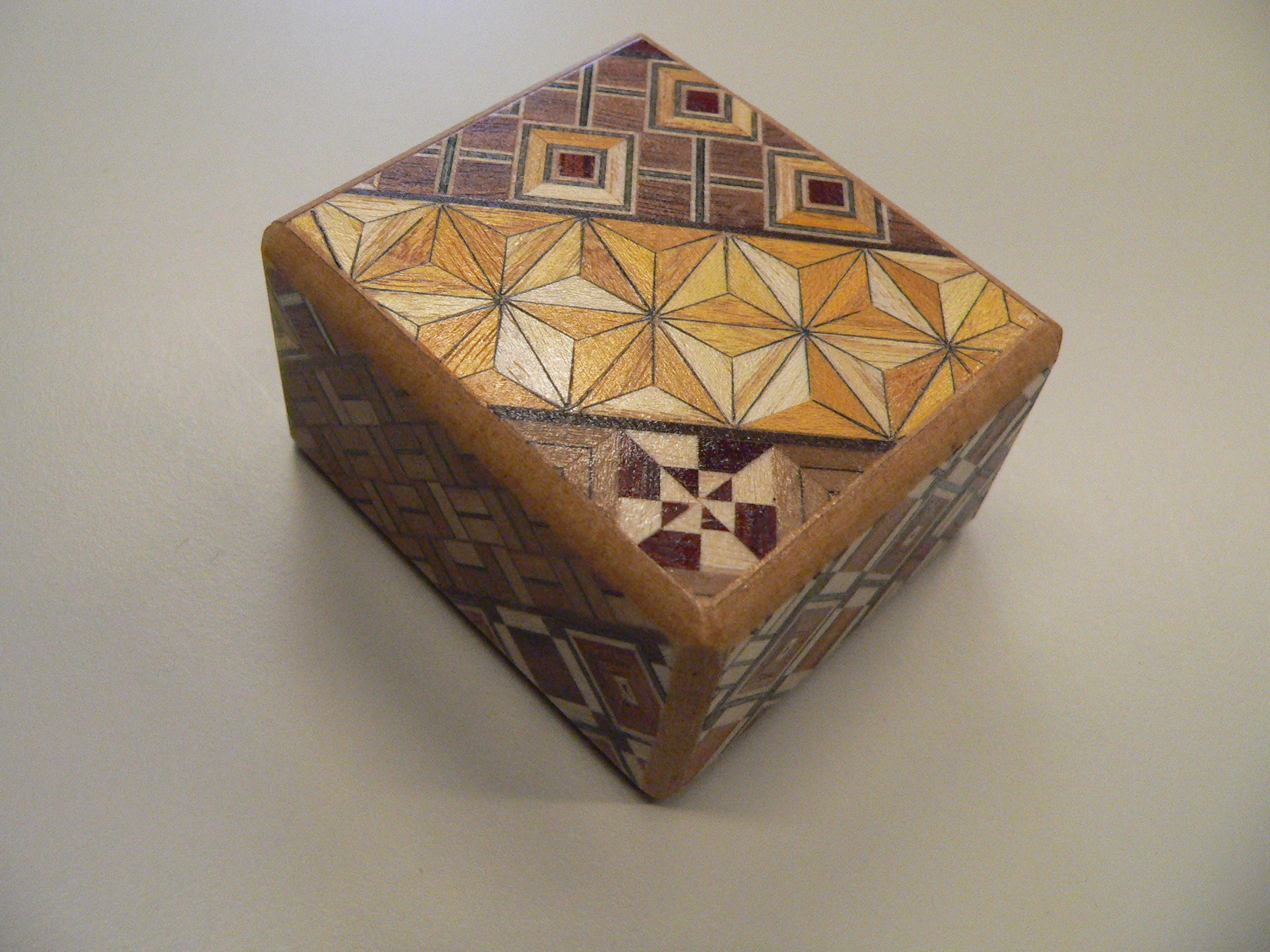
箱根寄木細工の秘密箱

#### 群馬県
- 伊勢崎絣（織物、1975年、伊勢崎市、太田市、埼玉県本庄市）
- 桐生織（織物、1977年、桐生市、太田市、みどり市、栃木県足利市）

#### 埼玉県
- 江戸木目込人形（人形・こけし、1978年、さいたま市、春日部市、東京都文京区、台東区、墨田区、北区、荒川区、板橋区、足立区、葛飾区、江戸川区）☆
- 岩槻人形（人形・こけし、2007年、さいたま市）
- 春日部桐箪笥（木工品・竹工品、1979年、さいたま市、春日部市、越谷市、白岡市）
- 秩父銘仙（織物、2013年、秩父市、横瀬町、小鹿野町、皆野町、長瀞町）：cf. 「銘仙#秩父銘仙」
- 行田足袋（その他繊維製品、2019年、行田市）

#### 千葉県
- 房州うちわ（その他の工芸品、2003年、館山市、南房総市）
- 千葉工匠具（金工品、2017年、船橋市、館山市、松戸市、野田市、成田市、柏市、市原市、流山市、鴨川市、鎌ケ谷市、君津市、南房総市、香取市、いすみ市、酒々井町）

#### 東京都
- 村山大島紬（織物、1975年、立川市、青梅市、昭島市、東大和市、武蔵村山市ほか、埼玉県飯能市ほか）
- 本場黄八丈（織物、1977年、八丈町）
- 多摩織（織物、1980年、八王子市、あきる野市）
- 東京染小紋（染色品、1976年、千代田区、新宿区、世田谷区、豊島区、練馬区ほか）：cf. 「小紋#東京染小紋」
- 江戸木目込人形（人形・こけし、1978年、文京区、台東区、墨田区、北区、荒川区、板橋区、足立区、葛飾区、江戸川区、埼玉県さいたま市、春日部市）★：cf. 「木目込人形」
- 江戸節句人形（人形・こけし、2007年、足立区、荒川区ほか、埼玉県さいたま市ほか）
- 江戸押絵（人形・こけし、2019年、台東区、墨田区、葛飾区、埼玉県川越市、春日部市、新座市、神奈川県二宮町）
- 東京銀器（金工品、1979年、港区を除く特別区部、武蔵野市、町田市、小平市、西東京市）
- 東京アンチモニー工芸品（金工品、2015年、台東区、墨田区、荒川区、葛飾区、港区、足立区、江東区、千葉県我孫子市、市川市）：cf. 「アンチモン#アンチモニー」
- 東京手描友禅（染色品、1980年、特別区全域ほか）
- 東京無地染（染色品、2017年、千代田区、新宿区、墨田区、江東区、中野区、杉並区、豊島区、北区、板橋区、練馬区、足立区、神奈川県川崎市）
- 江戸和竿（木工品・竹工品、1991年、千代田区ほか、栃木県高根沢町、埼玉県川口市、千葉県市川市ほか、神奈川県横浜市）
- 江戸指物（木工品・竹工品、1997年、台東区、荒川区、足立区、葛飾区、江東区）
- 江戸からかみ（その他の工芸品、1999年、文京区、台東区ほか、千葉県松戸市、埼玉県ときがわ町）
- 江戸切子（その他の工芸品、2002年、江東区、墨田区、江戸川区、葛飾区、大田区、千葉県市川市、千葉市、船橋市、埼玉県所沢市、草加市、飯能市、神奈川県川崎市、茨城県龍ヶ崎市）
- 江戸木版画（その他の工芸品、2007年、荒川区、新宿区、足立区、台東区、中央区、文京区、目黒区、練馬区、西東京市、千葉県松戸市、茨城県常総市）
- 江戸硝子（その他の工芸品、2014年、江戸川区、墨田区、江東区、千葉県八千代市、九十九里町）
- 江戸べっ甲（その他の工芸品、2015年、台東区、文京区、豊島区、荒川区、練馬区、江戸川区、墨田区、板橋区、江東区、北区、千代田区、中野区、港区、埼玉県入間市、越谷市、深谷市、寄居町、嵐山町、千葉県市川市、松戸市、流山市、群馬県太田市、栃木県佐野市、山梨県大月市、茨城県桜川市）：cf. 「鼈甲#鼈甲細工」
- 東京三味線（その他の工芸品、2022年、中央区、台東区、豊島区ほか）
- 東京琴（その他の工芸品、2022年、文京区、世田谷区、渋谷区ほか）
- 江戸表具（その他の工芸品、2022年、大田区、江東区、台東区ほか）
- 東京本染注染（染色品、2023年、足立区、葛飾区、江戸川区、栃木県宇都宮市、群馬県高崎市）

#### 神奈川県
- 鎌倉彫（漆器、1979年、横浜市、横須賀市、鎌倉市、藤沢市、小田原市、茅ヶ崎市、逗子市、相模原市、三浦市、大和市、座間市、綾瀬市、大磯町）：三橋鎌山などが著名。
- 小田原漆器（漆器、1984年、小田原市）
- 箱根寄木細工（木工品・竹工品、1984年、小田原市、箱根町）：cf. 「寄木細工」

### 中部地方

#### 新潟県
- 塩沢紬（織物、1975年、南魚沼市）
- 小千谷縮（織物、1975年、長岡市、小千谷市、十日町市）
- 小千谷紬（織物、1975年、長岡市、小千谷市、十日町市）
- 本塩沢（織物、1976年、南魚沼市）
- 十日町絣（織物、1982年、十日町市、津南町）
- 十日町明石ちぢみ（織物、1982年、十日町市）
- 羽越しな布（織物、2005年、村上市、山形県鶴岡市）☆
- 村上木彫堆朱（漆器、1976年、村上市）
- 新潟漆器（漆器、2003年、新潟市、加茂市）
- 加茂桐箪笥（木工品・竹工品、1976年、加茂市）
- 新潟・白根仏壇（仏壇・仏具、1980年、新潟市）
- 長岡仏壇（仏壇・仏具、1980年、長岡市、小千谷市、十日町市）
- 三条仏壇（仏壇・仏具、1980年、新潟市、三条市、燕市）
- 燕鎚起銅器（金工品、1981年、燕市）
- 越後与板打刃物（金工品、1986年、長岡市）
- 越後三条打刃物（金工品、2009年、三条市）
- 佐渡無名異焼（陶磁器、2024年、佐渡市）

#### 富山県
- 高岡漆器（漆器、1975年、高岡市）
- 井波彫刻（木工品・竹工品、1975年、砺波市、南砺市）

- 高岡銅器（金工品、1975年、高岡市）

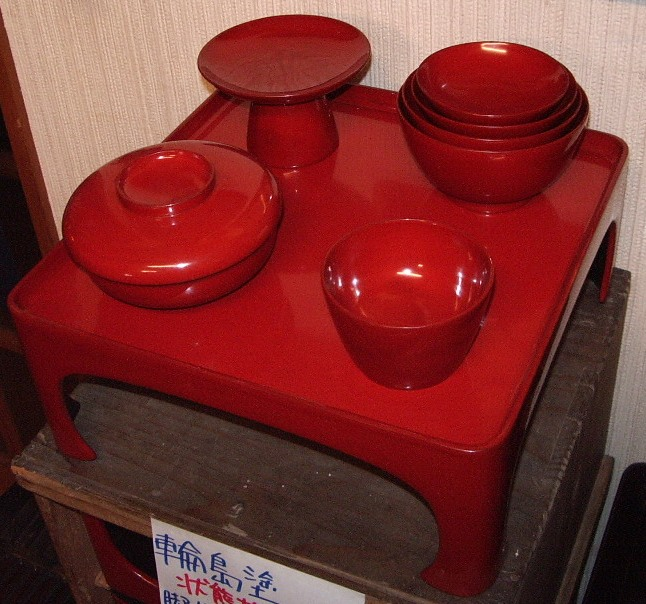
輪島漆器

- 庄川挽物木地（工芸材料・工芸用具、1978年、高岡市、砺波市、南砺市）
- 越中和紙（和紙、1988年、朝日町、富山市、南砺市）
- 越中福岡の菅笠（その他の工芸品、2017年、高岡市、砺波市、小矢部市、南砺市）

#### 石川県
- 加賀友禅（染色品、1975年、金沢市）
- 九谷焼（陶磁器、1975年、金沢市、小松市、加賀市、能美市）
- 輪島塗（漆器、1975年、輪島市）
- 山中漆器（漆器、1975年、加賀市）
- 金沢漆器（漆器、1980年、金沢市、野々市市、内灘町）
- 金沢仏壇（仏壇・仏具、1976年、金沢市）
- 七尾仏壇（仏壇・仏具、1978年、七尾市、中能登町）
- 金沢箔（工芸材料・工芸用具、1977年、金沢市、小松市ほか、富山県富山市、小矢部市）：cf. 「金箔#産地」

- 牛首紬（織物、1988年、白山市）

- 加賀繍（その他繊維製品、1991年、金沢市、能美市、白山市）

#### 福井県
- 越前漆器（漆器、1975年、福井市、鯖江市、越前市）
- 若狭塗（漆器、1978年、小浜市）
- 越前和紙（和紙、1976年、越前市）
- 若狭めのう細工（貴石細工、1976年、小浜市）
- 越前打刃物（金工品、1979年、越前市）
- 越前焼（陶磁器、1986年、福井市、あわら市、越前町、若狭町）
- 越前箪笥（木工品・竹工品、2013年、越前市、鯖江市）

#### 山梨県
- 甲州水晶貴石細工（貴石細工、1976年、甲府市、甲州市、甲斐市、市川三郷町）
- 甲州印伝（その他の工芸品、1987年、甲府市、甲斐市、市川三郷町）
- 甲州手彫印章（その他の工芸品、2000年、甲府市、市川三郷町、身延町、昭和町ほか）：cf. 「印章」

#### 長野県

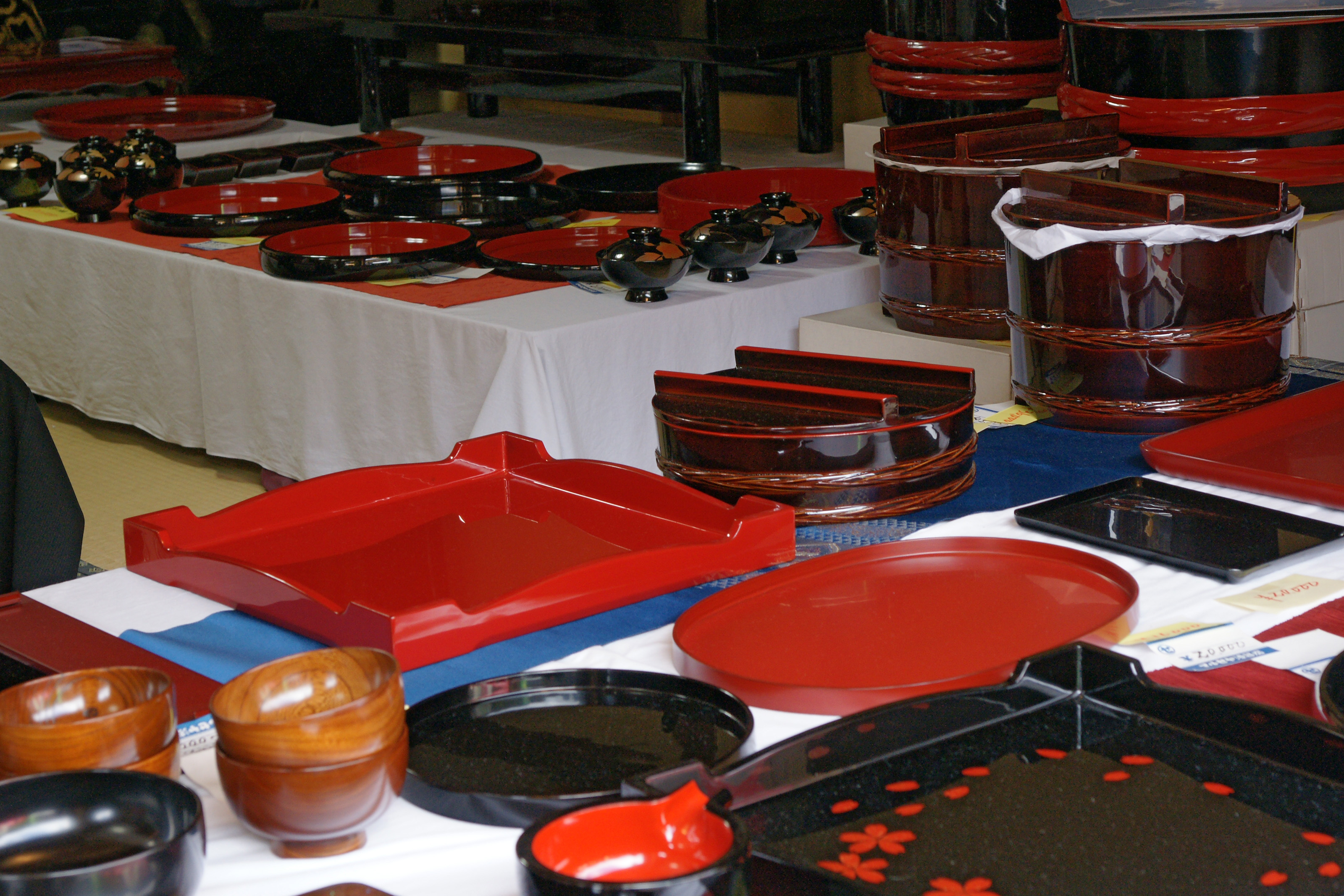
木曽漆器

- 信州紬（織物、1975年、長野市、松本市、上田市、岡谷市、飯田市、駒ヶ根市ほか）
- 木曽漆器（漆器、1975年、松本市、塩尻市、木曽町）
- 飯山仏壇（仏壇・仏具、1975年、飯山市）
- 松本家具（木工品・竹工品、1976年、松本市、塩尻市、安曇野市、木祖村）
- 南木曽ろくろ細工（木工品・竹工品、1980年、南木曽町、阿智村、岐阜県中津川市）
- 内山紙（和紙、1976年、飯山市、野沢温泉村、栄村）
- 信州打刃物（金工品、1982年、長野市、千曲市、信濃町、飯綱町）

#### 岐阜県
- 飛騨春慶（漆器、1975年、高山市、飛騨市）
- 一位一刀彫（木工品・竹工品、1975年、高山市、飛騨市、下呂市）
- 岐阜和傘（木工品・竹工品、2022年、岐阜市、瑞穂市、北方町、岐南町）

- 美濃焼（陶磁器、1978年、多治見市、土岐市、瑞浪市、可児市、恵那市、御嵩町）

- 美濃和紙（和紙、1985年、美濃市）
- 岐阜提灯（その他の工芸品、1995年、岐阜市、山県市、瑞穂市、岐南町）

#### 静岡県
- 駿河竹千筋細工（木工品・竹工品、1976年、静岡市）
- 駿河雛具（人形・こけし、1994年、静岡市、焼津市、掛川市）
- 駿河雛人形（人形・こけし、1994年、静岡市、焼津市、藤枝市、富士市、牧之原市、吉田町）

#### 愛知県

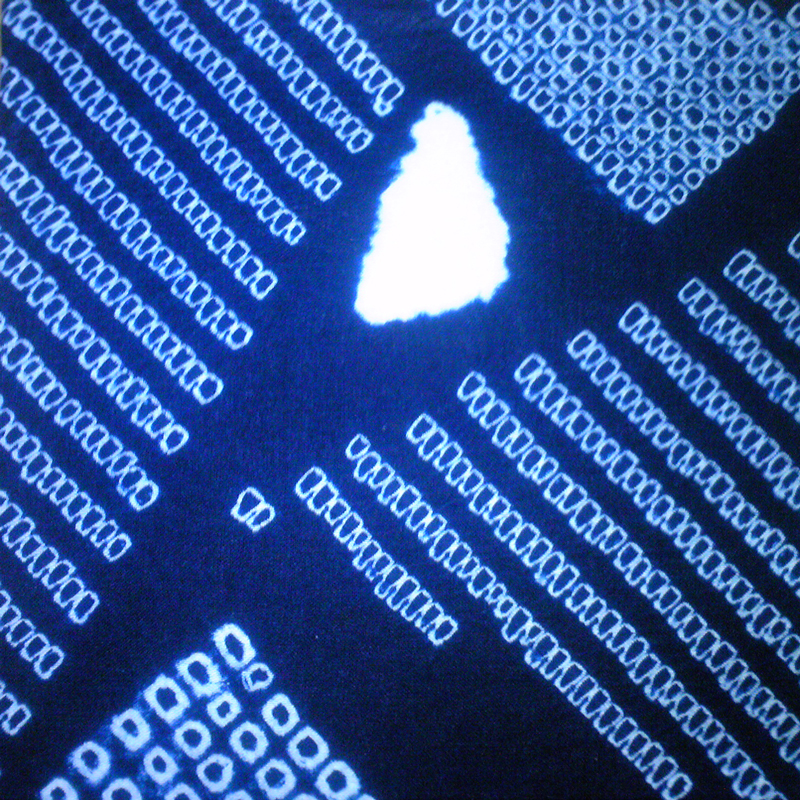
有松・鳴海絞りで染め抜かれた模様

- 有松・鳴海絞り（染色品、1975年、名古屋市、岡崎市、半田市、刈谷市、知多半島ほか）
- 名古屋友禅（染色品、1983年、名古屋市、春日井市）
- 名古屋黒紋付染（染色品、1983年、名古屋市、西尾市）
- 常滑焼（陶磁器、1976年、常滑市、半田市、知多市）
- 赤津焼（陶磁器、1977年、瀬戸市）
- 瀬戸染付焼（陶磁器、1997年、瀬戸市、尾張旭市）
- 三州鬼瓦工芸品（陶磁器、2017年、碧南市、安城市、高浜市）：cf. 「三州瓦」
- 名古屋仏壇（仏壇・仏具、1976年、名古屋市、岡崎市、一宮市、瀬戸市、半田市ほか）
- 三河仏壇（仏壇・仏具、1976年、岡崎市、豊橋市、半田市、安城市、西尾市、知立市、刈谷市、蒲郡市、碧南市、豊田市ほか）
- 尾張仏具（仏壇・仏具、2016年、名古屋市、一宮市、瀬戸市、春日井市、津島市、刈谷市、犬山市、江南市、小牧市、稲沢市、東海市、大府市、知立市、尾張旭市、日進市、愛西市、清須市、弥富市、大治町、岐阜県岐阜市、多治見市、海津市）
- 豊橋筆（文具、1976年、豊橋市、豊川市、蒲郡市、新城市ほか）
- 岡崎石工品（石工品、1979年、岡崎市）
- 名古屋桐箪笥（木工品・竹工品、1981年、名古屋市、春日井市ほか）
- 尾張七宝（その他の工芸品、1995年、名古屋市、あま市、清須市）
- 名古屋節句飾（人形・こけし、2021年、名古屋市、岡崎市、岐阜県岐阜市ほか）

### 近畿地方

#### 三重県
- 伊賀くみひも（その他繊維製品、1976年、伊賀市、名張市）
- 四日市萬古焼（陶磁器、1979年、四日市市、桑名市、鈴鹿市、いなべ市、東員町、菰野町、朝日町、川越町）
- 伊賀焼（陶磁器、1982年、伊賀市、名張市）
- 鈴鹿墨（文具、1980年、鈴鹿市）
- 伊勢形紙（工芸材料・工芸用具、1983年、鈴鹿市）

#### 滋賀県
- 信楽焼（陶磁器、1975年、甲賀市）
- 彦根仏壇（仏壇・仏具、1975年、彦根市、米原市）

- 近江上布（織物、1977年、東近江市、愛荘町、多賀町）：cf. 「上布」

#### 京都府
- 西陣織（織物、1976年、京都市、宇治市、亀岡市、城陽市、長岡京市ほか）
- 京鹿の子絞（染色品、1976年、京都市、亀岡市、井手町、笠置町、和束町）
- 京友禅（染色品、1976年、京都市、宇治市、亀岡市、城陽市、向日市、久御山町）
- 京小紋（染色品、1976年、京都市、宇治市、亀岡市、城陽市、向日市ほか）：cf. 「小紋#京小紋」
- 京黒紋付染（染色品、1979年）
- 京繍（その他繊維製品、1976年、京都市、宇治市）
- 京くみひも（その他繊維製品、1976年、京都市、宇治市）
- 京漆器（漆器、1976年、京都市）
- 京指物（木工品・竹工品、1976年、京都市）：cf. 「指物#京指物」
- 京仏壇（仏壇・仏具、1976年、京都市、宇治市、亀岡市、城陽市、向日市、長岡京市、木津川市、南丹市）
- 京仏具（仏壇・仏具、1976年、京都市、宇治市、亀岡市、城陽市、向日市、長岡京市、木津川市、南丹市）：cf. 「仏具」
- 京焼・清水焼（陶磁器、1977年、京都市、宇治市、城陽市、向日市、亀岡市、長岡京市）
- 京扇子（その他の工芸品、1977年、京都市、宇治市、亀岡市、南丹市）：cf. 「扇子」
- 京うちわ（その他の工芸品、1977年、京都市、南丹市）
- 京表具（その他の工芸品、1997年、京都市ほか）
- 京石工芸品（石工品、1982年、京都市、宇治市、亀岡市、向日市、八幡市）
- 京人形（人形・こけし、1986年、京都市、宇治市、亀岡市、八幡市）

#### 大阪府
- 大阪欄間（木工品・竹工品、1975年、大阪市、岸和田市、吹田市、貝塚市、枚方市、茨木市、松原市、摂津市、東大阪市、能勢町）
- 大阪唐木指物（木工品・竹工品、1977年、大阪市ほか、兵庫県姫路市ほか、奈良県奈良市ほか、和歌山県有田市、福井県越前市）：cf. 「指物#大阪唐木指物」
- 大阪泉州桐箪笥（木工品・竹工品、1989年、岸和田市、堺市、和泉市、東大阪市、大阪市、忠岡町）
- 大阪金剛簾（木工品・竹工品、1996年、大阪市、富田林市、河内長野市）
- 堺打刃物（金工品、1982年、堺市、大阪市）
- 大阪浪華錫器（金工品、1983年、大阪市、松原市、羽曳野市、東大阪市）
- 大阪仏壇（仏壇・仏具、1982年、大阪市、八尾市、東大阪市、堺市、岸和田市ほか）
- 浪華本染め（染色品、2019年、堺市、柏原市）
- いずみガラス（その他の工芸品、2024年、和泉市）

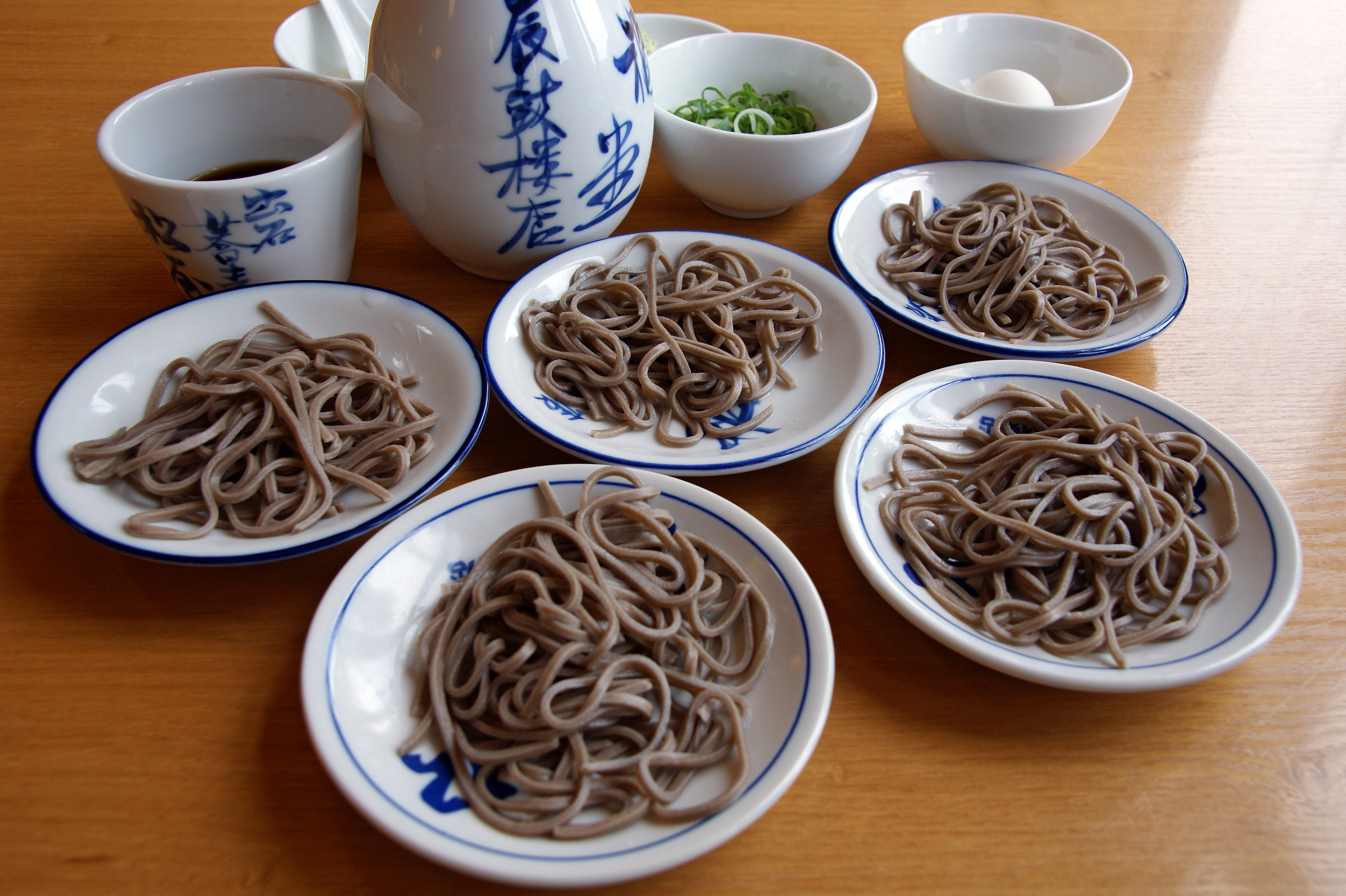
出石焼の食器を使った料理／出石そば。

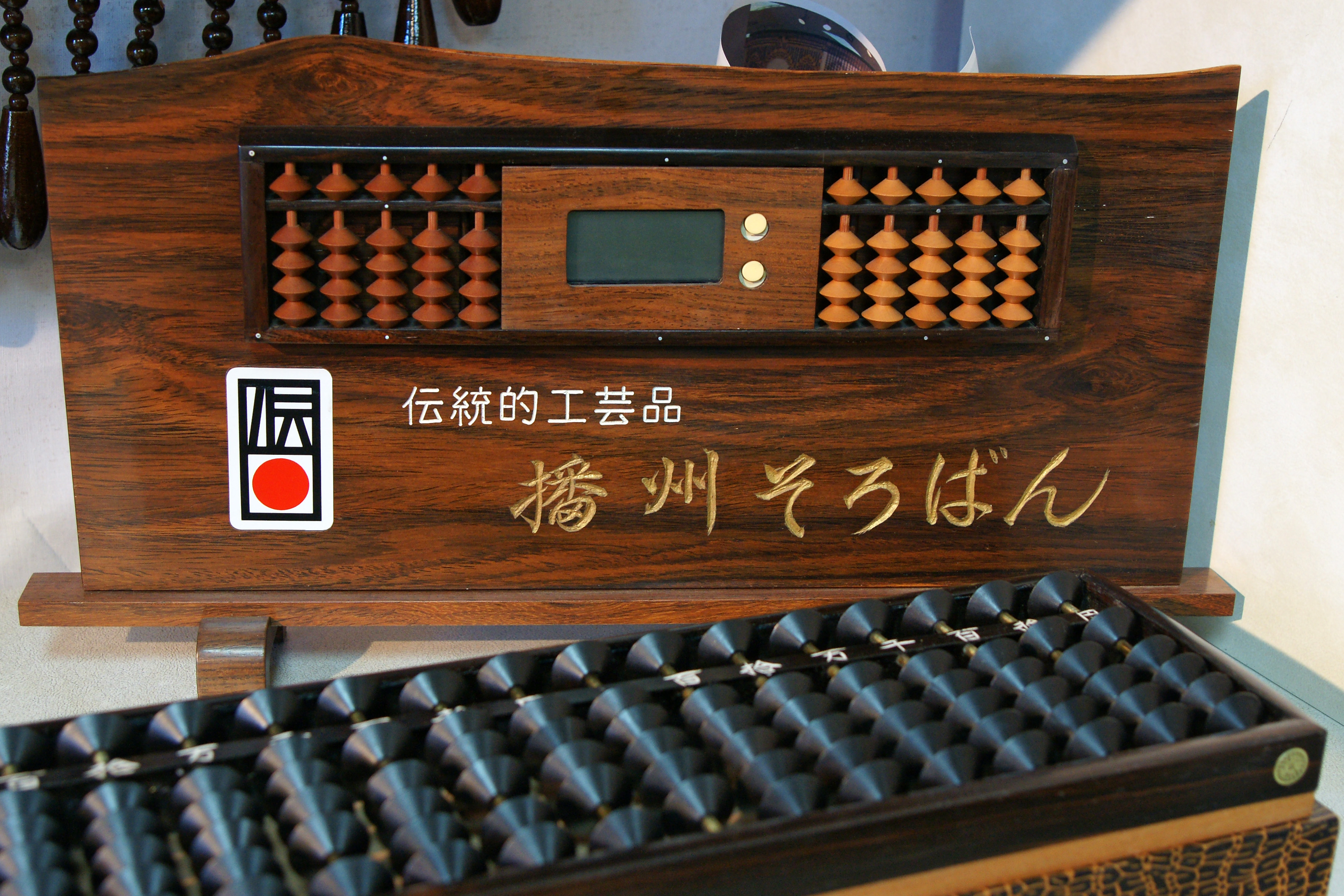
播州そろばん

#### 兵庫県
- 播州そろばん（文具、1976年、小野市、加西市、三木市、加古川市、加東市）
- 丹波立杭焼（陶磁器、1978年、丹波篠山市、三田市、加西市）
- 出石焼（陶磁器、1980年、豊岡市）
- 播州毛鉤（その他の工芸品、1987年、西脇市、丹波市）
- 豊岡杞柳細工（木工品・竹工品、1992年、豊岡市、養父市、香美町）
- 播州三木打刃物（金工品、1996年、三木市）

#### 奈良県
- 高山茶筌（木工品・竹工品、1975年、生駒市）
- 奈良筆（文具、1977年、奈良市、大和郡山市）
- 奈良墨（文具、2018年、奈良市）

#### 和歌山県
- 紀州漆器（漆器、1978年、和歌山市、海南市、紀美野町）
- 紀州箪笥（木工品・竹工品、1987年、和歌山市）
- 紀州へら竿（木工品・竹工品、2013年、橋本市、九度山町）

### 中国地方

#### 鳥取県
- 弓浜絣（織物、1975年、米子市、境港市）
- 因州和紙（和紙、1975年、鳥取市）
- 出雲石燈ろう（石工品、1976年、境港市、島根県松江市、出雲市）☆

#### 島根県
- 出雲石燈ろう（石工品、1976年、松江市、出雲市、鳥取県境港市）★
- 雲州そろばん（文具、1985年、奥出雲町）
- 石州和紙（和紙、1989年、江津市、浜田市）
- 石見焼（陶磁器、1994年、江津市、浜田市、益田市、大田市、津和野町）

#### 岡山県
- 勝山竹細工（木工品・竹工品、1979年、真庭市）
- 備前焼（陶磁器、1982年、備前市、岡山市、瀬戸内市）

#### 広島県
- 熊野筆（文具、1975年、熊野町）
- 川尻筆（文具、2004年、呉市）
- 広島仏壇（仏壇・仏具、1978年、広島市、三原市、福山市、府中市、三次市ほか）
- 宮島細工（木工品・竹工品、1982年、廿日市市）
- 福山琴（その他の工芸品、1985年、福山市）

#### 山口県
- 赤間硯（文具、1976年、下関市、宇部市）
- 大内塗（漆器、1989年、山口市、萩市）

- 萩焼（陶磁器、2002年、萩市、長門市、山口市、阿武町）

### 四国地方

#### 徳島県
- 阿波和紙（和紙、1976年、吉野川市、那賀町、三好市）
- 阿波正藍しじら織（織物、1978年、徳島市）
- 大谷焼（陶磁器、2003年、鳴門市）

#### 香川県
- 香川漆器（漆器、1976年、高松市、丸亀市、さぬき市、三豊市、観音寺市、三木町、まんのう町）
- 丸亀うちわ（その他の工芸品、1997年、丸亀市）

#### 愛媛県
- 砥部焼（陶磁器、1976年、松山市、松前町、砥部町）
- 大洲和紙（和紙、1977年、西予市、内子町）

#### 高知県
- 土佐和紙（和紙、1976年、南国市、土佐市、いの町、津野町ほか）
- 土佐打刃物（金工品、1998年、高知市、安芸市、南国市、須崎市、土佐清水市、香美市ほか）

### 九州地方

#### 福岡県
- 小石原焼（陶磁器、1975年、東峰村）
- 上野焼（陶磁器、1983年、福智町）
- 博多織（織物、1976年、福岡市、筑紫野市、大野城市ほか、佐賀県唐津市ほか、大分県）
- 久留米絣（織物、1976年、久留米市、八女市、筑後市、大川市、うきは市、広川町、大木町）
- 博多人形（人形・こけし、1976年、福岡市、小郡市、筑紫野市、春日市、大野城市、太宰府市、糸島市ほか）
- 八女福島仏壇（仏壇・仏具、1977年、八女市、久留米市、筑後市、みやま市、広川町）
- 八女提灯（その他の工芸品、2001年、八女市、柳川市、筑後市、広川町、久留米市、みやま市）

#### 佐賀県
- 伊万里焼・有田焼（陶磁器、1977年、伊万里市、武雄市、嬉野市、有田町）
- 唐津焼（陶磁器、1988年、唐津市、武雄市、多久市、伊万里市、嬉野市、玄海町、有田町、白石町）

#### 長崎県
- 三川内焼（陶磁器、1978年、佐世保市）
- 波佐見焼（陶磁器、1978年、波佐見町、川棚町、東彼杵町）
- 長崎べっ甲（その他の工芸品、2016年、長崎市、諫早市、西海市、長与町）：cf. 「鼈甲#鼈甲細工」

#### 熊本県
- 小代焼（陶磁器、2003年、荒尾市、熊本市、宇城市、南関町、長洲町）
- 天草陶磁器（陶磁器、2003年、上天草市、苓北町、天草市）
- 肥後象嵌（金工品、2003年、熊本市）
- 山鹿灯籠（その他の工芸品、2013年、山鹿市）

#### 大分県
- 別府竹細工（木工品・竹工品、1979年、大分市、別府市、日田市、杵築市、由布市、日出町）

#### 宮崎県
- 都城大弓（木工品・竹工品、1994年、都城市、三股町）

#### 鹿児島県
- 本場大島紬（織物、1975年、奄美市、鹿児島市、龍郷町、喜界町、宮崎県都城市ほか）
- 川辺仏壇（仏壇・仏具、1975年、南九州市）
- 薩摩焼（陶磁器、2002年、鹿児島市、指宿市、日置市）

### 沖縄地方

#### 沖縄県
- 久米島紬（織物、1975年、久米島町）
- 宮古上布（織物、1975年、宮古島市、多良間村）
- 読谷山花織（織物、1976年、読谷村）
- 読谷山ミンサー（織物、1976年、読谷村）：cf. 「ミンサー織り」
- 琉球絣（織物、1983年、那覇市、八重瀬町、南風原町）
- 首里織（織物、1983年、那覇市、西原町、南風原町）
- 与那国織（織物、1987年、与那国町）
- 喜如嘉の芭蕉布（織物、1988年、大宜味村）
- 八重山ミンサー（織物、1989年、石垣市、竹富町）
- 八重山上布（織物、1989年、石垣市、竹富町）
- 知花花織（織物、2012年、沖縄市）
- 南風原花織（織物、2016年、南風原町）
- 壺屋焼（陶磁器、1976年、那覇市、恩納村、読谷村）
- 琉球びんがた（染色品、1984年、那覇市、宜野湾市、浦添市、糸満市、豊見城市）
- 琉球漆器（漆器、1986年、那覇市、浦添市、糸満市、沖縄市、豊見城市、中城村、南風原町）
- 三線（その他の工芸品、2018年、那覇市、宜野湾市、浦添市、糸満市、沖縄市、豊見城市、うるま市、南城市、読谷村、南風原町、久米島町、八重瀬町、竹富町）